# Pseudoglyptodon
Pseudoglyptodon es un género de perezosos extintos de América del Sur. La especie tipo es Pseudoglyptodon sallaensis.

## Descripción
Se han encontrado fósiles del género en la Formación Sarmiento (edad mustersense) en Argentina, en la formación Abanico (edad tinguiririquense, Eoceno tardío a Oligoceno temprano) en la Cordillera Principal de los Andes chilenos y en la formación Salla (edad deseadense) en Bolivia.
Pseudoglyptodon chilensis se conoce por un cráneo dañado con mandíbula y algunos fragmentos de cráneo también dañados. La especie se puede diferenciar de otras en función de una serie de características: es más grande, tiene dientes más delgados y con cúspides menos anguladas en los molares. El descubrimiento de esta especie llevó a los investigadores a la conclusión de que el género Pseudoglyptodon es el pariente más cercano de los perezosos modernos.